# Becerril de Campos
Becerril de Campos is een gemeente in de Spaanse provincie Palencia in de regio Castilië en León met een oppervlakte van 78,96 km². Becerril de Campos telt 792 inwoners (1 januari 2016).